# Umanoidul din Atacama

Capul umanoidului din Atacama

Umanoidul din Atacama, poreclit Ata reprezintă rămășițele scheletice ale unui umanoid de 150 mm care a fost descoperit în deșertul Atacama din Chile în 2003.
Acest obiect a fost descoperit de către Oscar Muñoz lângă o biserică abandonată dintr-un oraș-fantomă numit La Noria, aflat la 56 km în interiorul Iquique, nordul statului Chile. Mai târziu Muñoz l-a vândut unui proprietar de pub local pe 30.000 de pesos, care apoi l-a vândut unui om de afaceri spaniol, Ramón Navia-Osorio, care este proprietarul curent.
Navia-Osorio a făcut un efort semnificativ pentru a se analiza rămășițele umanoidului și în acea perioadă concluzia Dr. Francisco Etxeberria Gabilondo, un specialist în antropologie legală al Universității Complutense, a fost că acesta era "un corp mumificat cu toate caracteristicile tipice ale unui făt."
Micul schelet prezintă un aspect oarecum bizar, apărând mai dezvoltat decât un fetus uman de aceleiași dimensiuni, dar și alte caracteristici neobișnuite, cum ar fi un craniu alungit ce amintește oarecum de așa-zișii greys extratereștri. S-a ajuns la ideea că obiectul ar fi o dovadă a vizitelor extraterestre pe Pământ.
Filmul documentar Sirius, despre humanoidul din Atacama, bazat pe munca lui Steven M. Greer, a fost lansat pe 22 aprilie 2013. Înainte de lansare au apărut numeroase speculații conform cărora s-ar dovedit că scheletul este de origine extraterestră, provocând entuziasm în comunitatea credincioșilor în OZN-uri. Cu toate acestea, testarea ADN a relevat că a fost ființă umană de origine recentă, acest lucru fiind arătat și în film.
Garry Nolan, profesor de microbiologie și imunologie la Școala de Medicină Stanford, împreună cu alții, a studiat extensiv scheletul în 2012. Potrivit lui Nolan, umanoidul este de sex masculin și prezintă indicii de a fi avut aproximativ șase - opt ani la moarte, în ciuda dimensiunilor sale mici, iar acest lucru se datorează, probabil, unei cauze din următoarele două: umanoidul ar fi suferit o formă severă de îmbătrânire rapidă numită progeria și ar murit în uter sau după nașterea sa prematură, sau, mai puțin probabil, a avut o forma severă de nanism, s-a născut de fapt ca un pitic și a trăit până la vârsta de șase până la opt.